# Lepthyphantes acoreensis
Lepthyphantes acoreensis este o specie de păianjeni din genul Lepthyphantes, familia Linyphiidae, descrisă de Jörg Wunderlich în anul 1992. Conform Catalogue of Life specia Lepthyphantes acoreensis nu are subspecii cunoscute.